# Arturo Mari
Pour les articles homonymes, voir Mari.
Arturo Mari (né en 1940 à Rome) est un photographe italien contemporain.

## Biographie
De 1964 à 2008, Arturo Mari fut le photographe des 6 papes Pie XII, Jean XXIII, Paul VI, Jean-Paul Ier, Jean-Paul II, Benoît XVI